# Supergirl (Kara Zor-El)
Supergirl, valódi nevén Kara Zor-El egy kitalált szereplő, szuperhős, Superman unokahúga a DC Comics képregényeiben. A szereplőt Otto Binder és Al Plastino alkotta meg. Első megjelenése az Action Comics 252. számában volt 1959-ben. Az 1986-os Végtelen Világok Krízise című történet eseményei alatt Kara életét vesztette. A Krízis utáni modern kori első megjelenése 2004-ben volt a Superman/Batman 8. számában.